# Hercules and Love Affair
Hercules and Love Affair är ett band från New York, bestående av Andy Butler och tidigare Kim Ann Foxman. Bandet bildades 2004. Frontfiguren Andy Butler bor nu i Gent i Belgien.
Singeln "Blind" från deras självbetitlade debutalbum med Anthony Hegarty som gästsångare är deras mest kända låt hittills, och har legat på topplistor i ett flertal länder.

## Diskografi
Studioalbum
- 2008 – Hercules and Love Affair
- 2011 – Blue Songs
- 2014 – The Feast of Broken Hearts
- 2017 – Omnion

Livealbum
- 2008 – Live At Koko 4th Sept 2008

DJ mixes
- 2009 – Sidetracked
- 2011 – FACT Mix 218
- 2012 – DJ-Kicks

EPs
- 2007 – Blind
- 2008 – You Belong
- 2011 – My House
- 2014 – I Try To Talk To You

Singlar
- 2007 – "Classique #2" / "Roar"
- 2011 – "Painted Eyes" / "Shelter"
- 2014 – "Do You Feel The Same?" (maxi-singel)
- 2014 – "My Offence" (Brawther's Dub) / "My Offence" (Detroit Swindle Remix)

Annat
- 2011 – Fireworks (EP tillsammans med Wolfram Eckert)
- 2012 – "Crave" (singel tillsammans med Deetron)
- 2012 – "Janet (He Doesn't Know I'm Alive)" / "Release Me" (Remix By Andrew Butler And Mark Pistel) (delad singel New Look / Hercules and Love Affair)
- 2017 – "Controller" (singel tillsammans med Faris Badwan)